# Rainbow Lake Airport
Rainbow Lake Airport är en flygplats i Kanada.   Den ligger i provinsen Alberta, i den centrala delen av landet, 3 300 km väster om huvudstaden Ottawa. Rainbow Lake Airport ligger 528 meter över havet.
Terrängen runt Rainbow Lake Airport är platt, och sluttar söderut. Trakten runt Rainbow Lake Airport är nära nog obefolkad, med mindre än två invånare per kvadratkilometer.. Närmaste större samhälle är Rainbow Lake, 1,6 km nordost om Rainbow Lake Airport.
I omgivningarna runt Rainbow Lake Airport växer i huvudsak barrskog.